# Бранденбург (замок, Люксембург)
Бранденбург (нем. Burg Brandenbourg, фр. Branebuerg) — руины средневекового замка около поселения Тандель в Люксембурге. По своему типу относится к замкам на вершине.

## История

### Ранний период
Согласно археологическим раскопкам укрепление в этом месте существовало ещё в X веке. Однако первое упоминание замка в документах встречается только в 1244 году. Первым известным владельцем крепости был Готфрид фон Бранденбург. В то время Бранденбург представлял из себя бергфрид (мощную оборонительную башню) и примыкающее к ней жилое здание. Комплекс был обнесён земляным валом.
Замок имел очень выгодное расположение. Совсем рядом проходили сразу два торговых маршрута. Один вёл из долины Зауэр к поселениям в Арденнах, а другой пролегал между Буршейдом и замком Вианден, одной из ключевых крепостей региона. Соответственно, лорды замка могли рассчитывать на стабильную прибыль.
Замок сохранялся в виде небольшого укрепления до XIV века. Затем столь значимый комплекс был значительно расширен и реконструирован. Бранденбург превратился в роскошную просторную резиденцию.
В последующем замок ещё не раз перестраивался. В первую очередь изменения происходили с восточной и южной стороны. В частности здесь в скалах были высечены двухэтажные помещения различного назначения. К северу от цитадели появился форбург, призванный обеспечить надёжную защиту главного входа в крепость. Причём для усиления фортификационных качеств под форбургом возвели высокий фундамент. Весь комплекс обнесли кольцевой каменной стеной, в которой построили три башни.
Однако с развитием артиллерии и осадной техники Бранденбург перестал отвечать стандартам фортификации. Прежние каменные укрепления устарели и нуждались в модернизации. Но владельцы не предприняли необходимых действий. Расплата наступила в начале XV века. Когда в ходе Столетней войны замок был окружён отрядами Антуана Брабантского, гарнизон предпочёл капитулировать.
После завершения боевых действий в этом регионе лорды замка озадачились усилением и перестройкой устаревших укреплений Бранденбурга. В первую очередь было очевидно, что крепость нуждается в артиллерийской защите. Поэтому в северной части комплекса, на главном направлении возможного штурма, в кольцевой стене добавили большую круглую башню. С одной стороны она могла выдержать обстрел осадной артиллерии, а кроме того, конструкция башни позволяла разместить в ней пушки. Помимо прочего были перестроены и модернизированы остальные четыре башни. Стены укрепили, а рвы сделали более глубокими. Одновременно перестроили вход, к которому вёл подъёмный мост. Однако после XV века замок больше ни разу не становился объектом вражеской осады.

### XVIII век и более поздний период

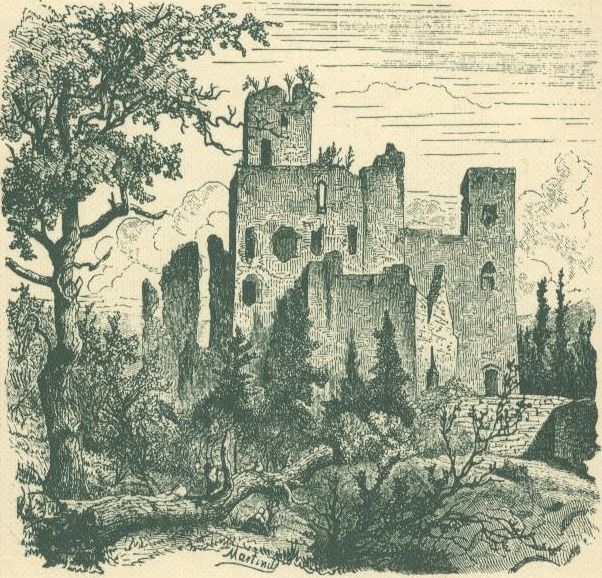
Руины замка Бранденбург на рисунке Мартенуса-Антония Куйтенбрауэра, 1857 год

Замок оказался заброшен в XVIII веке. Во-первых, к этому периоду времени дворяне предпочитали проживать не в тесных, хоть и неприступных цитаделях, а в резиденциях и дворцах, построенных среди живописных парков и прудов. Во-вторых, правители Великого Герцогства Люксембург предпочитали не воевать, а мирно сосуществовать с такими могучими державами как империя Габсбургов и королевство Франция. К тому же окрестные крестьяне больше не видели в замке места, где можно было найти защиту во время вражеских нападений. Соответственно они перестали под разными предлогами исполнять повинности по поддержанию стен и башен в хорошем состоянии.
Каменные каменные укрепления обветшали и Бранденбург стал разрушаться. Уже к началу XIX века крепость лежала в руинах. Свою лепту в разрушение внесли и жители окрестных поселений. Заброшенный замок они стали воспринимать как склад стройматериалов и каменоломню.

### XX и XXI века
15 апреля 1936 года власти Люксембурга приняли решение о необходимости взять руины под государственную охрану. Бранденбург был объявлен памятником архитектуры.
Со времен крепость превратилась в популярный туристический объект. Заботу о необходимой реставрации и работах по предотвращению дальнейшего разрушения крепости взяли на себя власти коммуны.

## Расположение
Замок находится на высокой лесистой горе. С трёх сторон Бранденбург окружён почти отвесными скалами. Лишь с северной стороны склон более пологий.

## Галерея

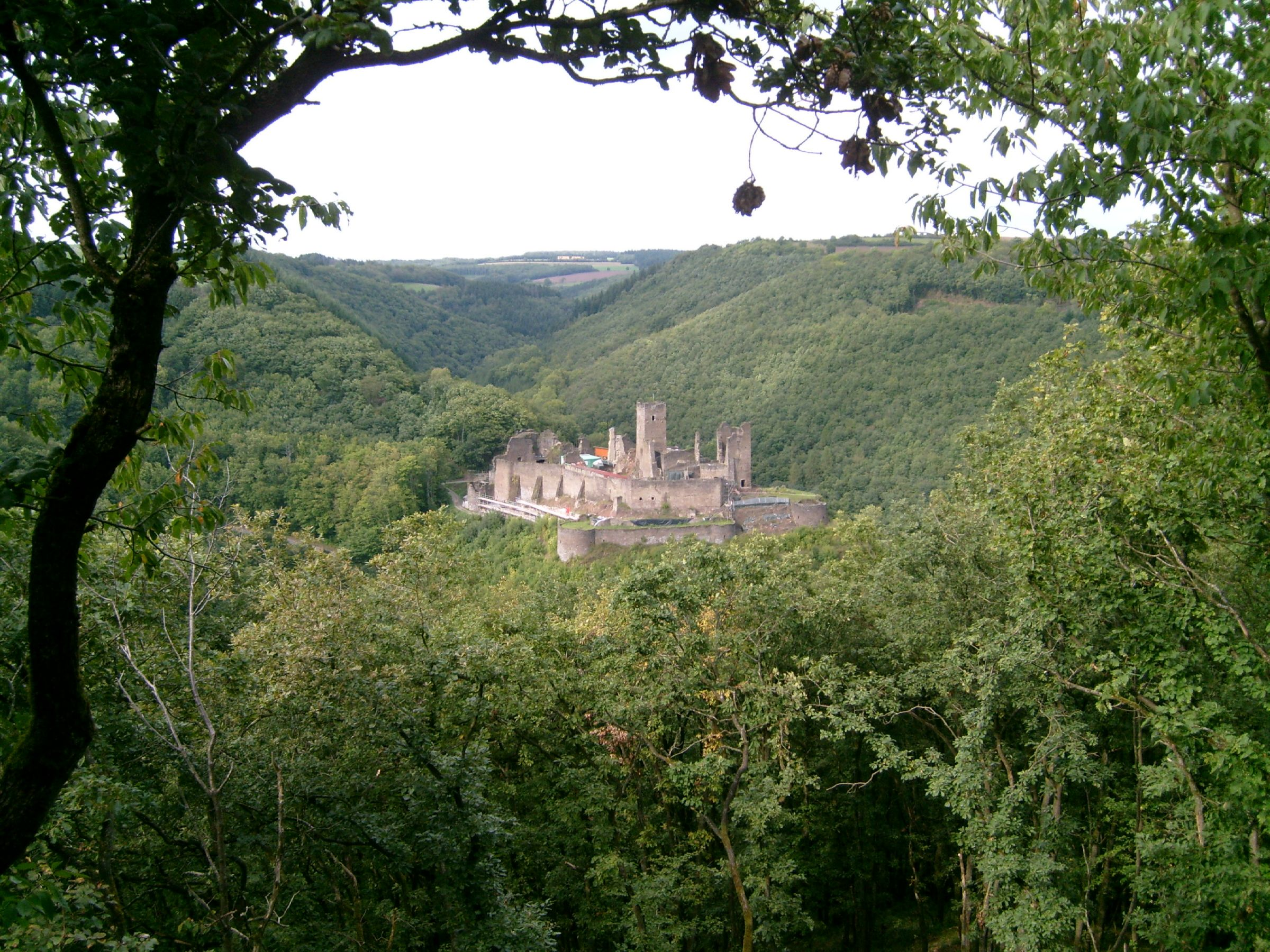
Вид руин замка с соседнего холма
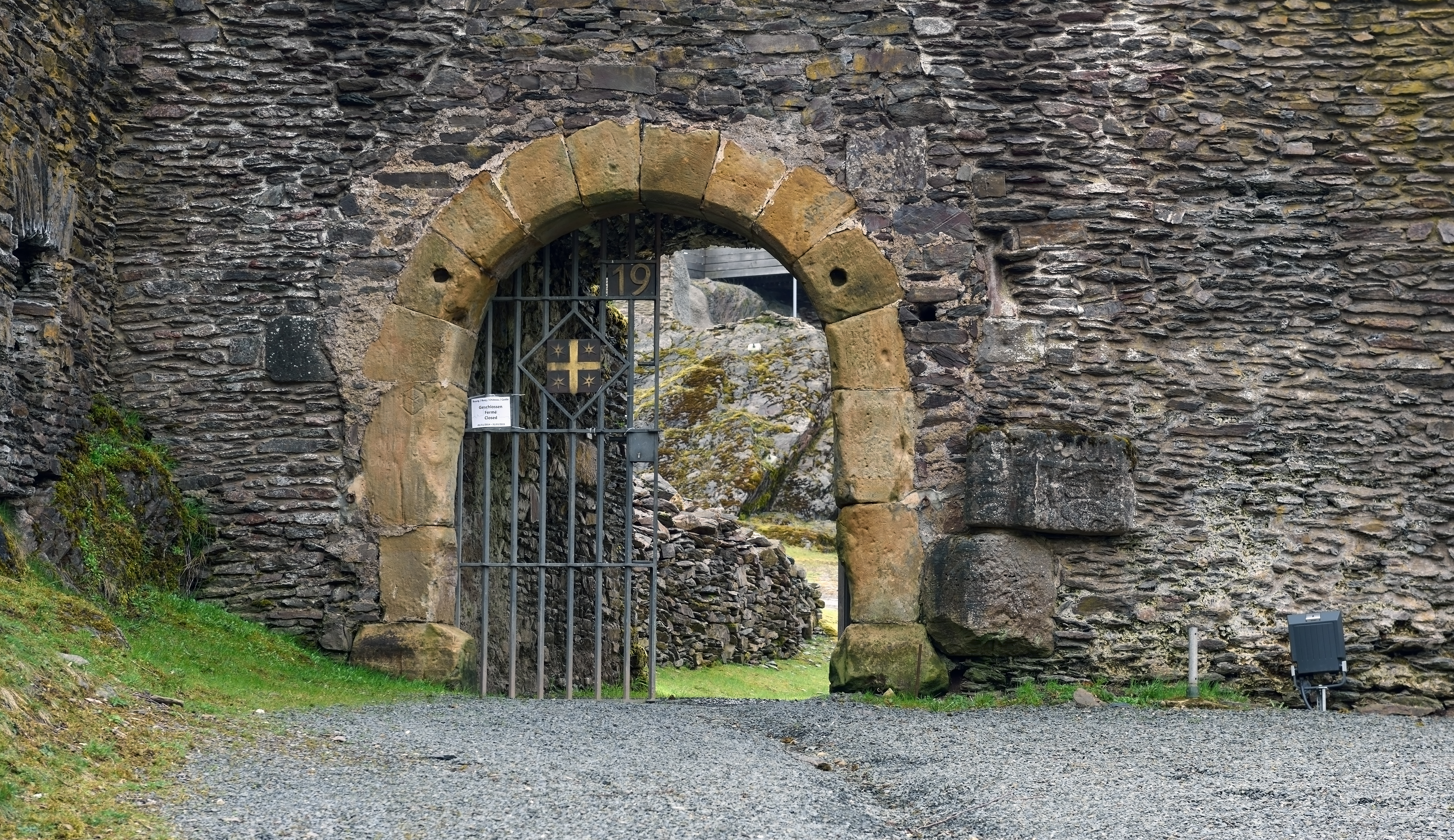
Ворота, ведущие в крепость
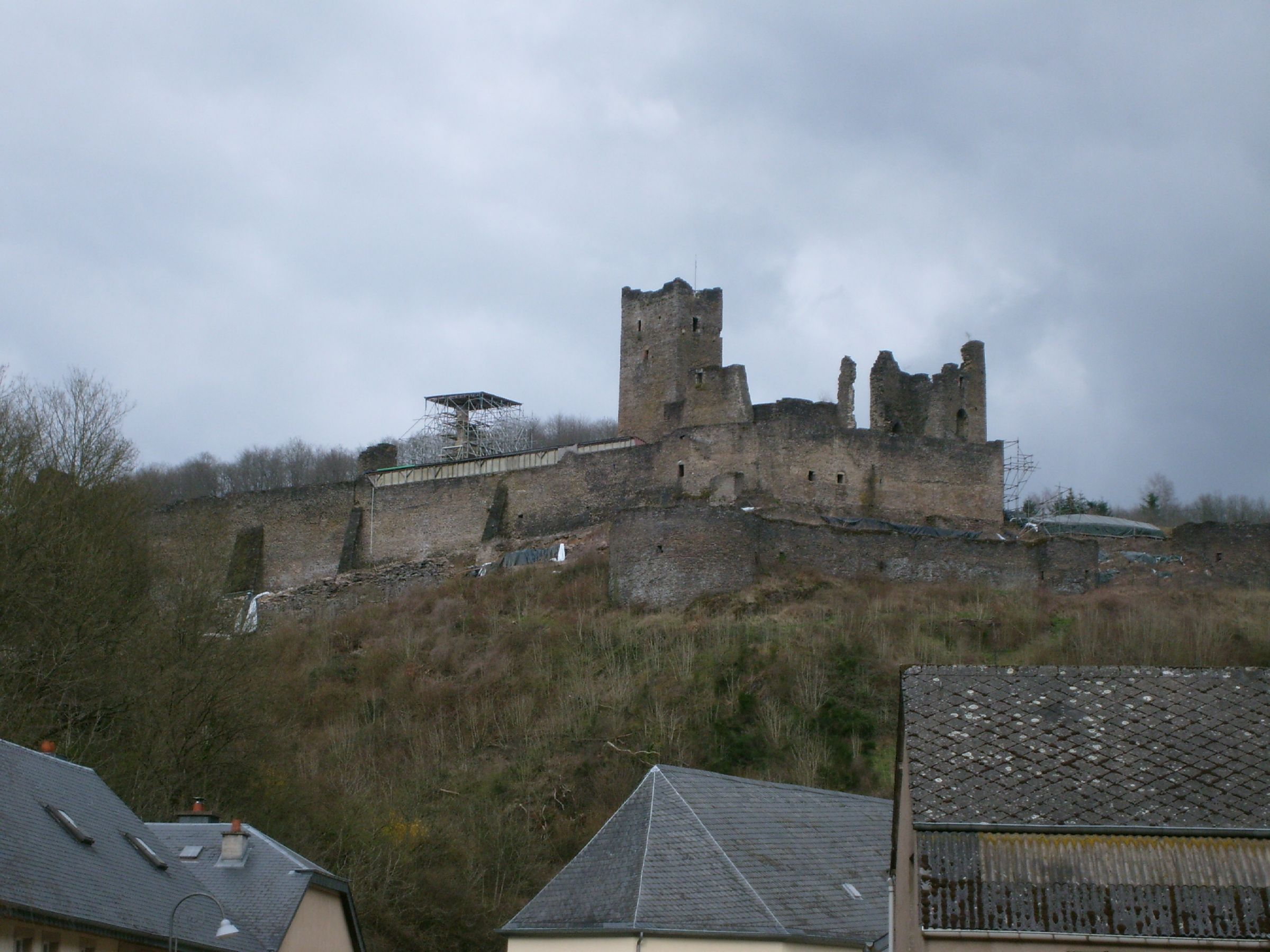
Вид руин со стороны поселения Тандель
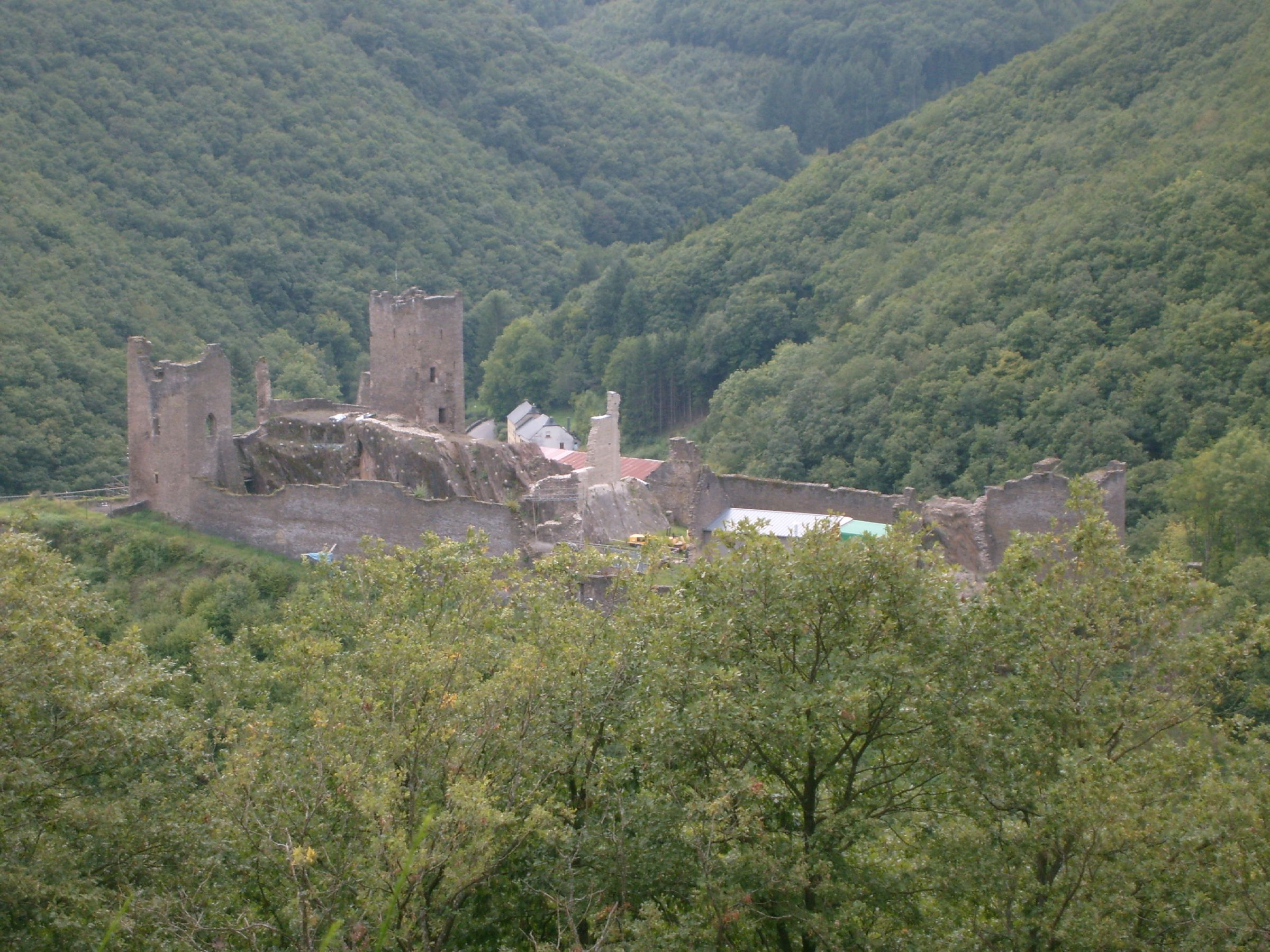
Вид замка сверху